# يزن جاري
يزن سمير جاري (مواليد 11 يوليو 2000)، لاعب كرة قدم سعودي يلعب كحارس مرمى في النادي الفيصلي.

## مسيرة اللاعب
لعب في نادي الهلال ونادي ضمك ونادي الباطن والنادي الفيصلي.